# Nem ér a nevem (televíziós sorozat)
A Nem ér a nevem (eredeti cím: Samantha Who?, szó szerinti jelentése: "Ki az a Samantha?") amerikai televíziós vígjátéksorozat (sitcom) volt 2007-től 2009-ig. A sorozatot Cecelia Ahern és Donald Todd készítették, akik a műsor producerei is voltak. Amerikában 2007. október 15-től 2009. július 23-ig vetítette az ABC. Magyarországon 2008 december 12-én mutatta be a Viasat 3.

## Cselekmény
A főszerepben egy harminc éves ingatlanügynök, Samantha Newly (Christina Applegate) látható, aki egy baleset után elveszti az eszméletét. A történtek hatására rájön, hogy azelőtt egy önző, rosszindulatú alak volt, és elhatározza, hogy megváltozik.

## Szereplők
| Színész             | Szerep            | Magyar hang         |
| ------------------- | ----------------- | ------------------- |
| Christina Applegate | Samantha Newly    | Sánta Annamária     |
| Jennifer Esposito   | Andrea Belladonna | Pap Kati            |
| Melissa McCarthy    | Dena              | Simon Eszter        |
| Tim Russ            | Frank             | Barabás Kiss Zoltán |
| Barry Watson        | Todd              | Seszták Szabolcs    |
| Jean Smart          | Regina Newly      | Kovács Nóra         |
| Kevin Dunn          | Howard Newly      |                     |

## Epizódok
| Évad | Évad | Epizódok | Eredeti sugárzás     | Eredeti sugárzás  | Eredeti adó | Magyar sugárzás    | Magyar sugárzás   | Magyar adó |
| Évad | Évad | Epizódok | Évadpremier          | Évadfinálé        | Eredeti adó | Évadpremier        | Évadfinálé        | Magyar adó |
| ---- | ---- | -------- | -------------------- | ----------------- | ----------- | ------------------ | ----------------- | ---------- |
|      | 1    | 13       | 2007. október 15.    | 2008. április 28. | ABC         | 2008. december 12. | 2009. január 30.  | Viasat 3   |
|      | 2    | 22       | 2008. szeptember 29. | 2009. július 23.  | ABC         | 2009. január 30.   | 2009. október 18. | Viasat 3   |

## Története
A sorozatot 2007. május 11-én rendelte be az ABC.
Az eredeti cím "Sam I Am" lett volna, az ABC ezután "Samantha Be Good"-re változtatta a címet. Végül a TV Guide jelentette be, hogy a csatorna még egyszer megváltoztatja a sorozat címét: ezúttal "Samantha Who?"-ra. A sorozat korai reklámjaiban nem is említettek címet, csak a történet főbb témáit mutatták be, például a főszereplő amnéziáját. A címben a kérdőjel arra utal, hogy Samantha nem emlékszik rá, ki is ő valójában.
2007. október 25-én az ABC hat újabb forgatókönyvet rendelt be.
2008. február 11-én az ABC új évadot rendelt be a sorozatból, a 2008/2009-as évadra.
2009. március 26-án leálltak a forgatással, majd 2009. május 18-án bejelentették, hogy nem lesz harmadik évad a sorozatból.